# Henri Olivier (ingénieur)
Pour l’article homonyme, voir Henri Olivier (homme politique).
Henri Auguste Olivier, né le 8 juin 1885 à Paris et mort le 22 août 1963 sur l’Île Marquer, à Port-Blanc (Penvénan), Côtes-du-Nord, est un ingénieur aéronautique français, cofondateur avec Fernand Lioré de la firme aéronautique Lioré et Olivier, en abrégé « LeO ».

## Distinctions
- Chevalier de la Légion d'honneur le 29 mars 1923 par André Laurent Eynac, ministre de l'air